# The Sun Sessions
The Sun Sessions es un álbum compilatorio de Elvis Presley de 1976, el cual contiene varios éxitos del cantante que originalmente habían sido grabados en formato de discos simples  y donde Elvis mezcla varios géneros como el blues, el country, el góspel y el hillbilly dando forma al rockabilly. El título del álbum viene por el hecho que las grabaciones se realizaron en Sun Studios. Fue grabado entre julio de 1954 y julio de 1955.
El eslogan del estudio de grabación de Sam Phillips era: "Grabamos cualquier cosa -donde sea- en cualquier momento".  En 1953, Elvis Presley, a la edad de 18 años, entró al estudio y grabó un disco de dos canciones por el precio de $3.98 y se lo llevó a su casa. Ese sencillo contenía los temas "My happines"/"That's when your heartaches begin". 
Un año después, volvió para grabar con fines comerciales pero la sesión no dio resultado. A pesar de esto volvió a intentarlo nuevamente, esta vez acompañado del guitarrista Scotty Moore, y el contrabajista Bill Black. El 5 de julio de 1954 durante un descanso en los ensayos los tres músicos tocaron a "That's all right", que se convirtió en su primer sencillo y un éxito de vanguardia.  Aquella sesión fue el principio de una larga tanda de grabaciones que finalmente fueron recopiladas y editadas veinte años después en The Sun Sessions.
En diciembre de 1977 la BPI (Industria Fonográfica Británica) certificó al álbum con un disco de oro. 
Las grabaciones de Elvis en la Sun Records son consideradas por varios críticos y escritores como el origen del rock and roll y de una gran importancia en los cambios culturales que se se gestaron a partir de ellas.      En 2002 debido a la importancia de estas grabaciones compiladas en el álbum en el desarrollo de la música popular norteamericana, The Sun Sessions fue elegido por el Registro Nacional de Grabación de las Biblioteca del Congreso para ser preservado para la posterioridad. Ese mismo año la RIAA certificó al álbum con un disco de oro. En el 2003, la revista norteamericana Rolling Stone lo colocó en el número 11 en su lista de los 500 mejores álbumes de todos los tiempos.

## Lista de canciones
| N.º | Título                                   | Compositor              | Duración |  |
| 1.  | «That's All Right»                       | Crudup                  | 1:57     |  |
| 2.  | «Blue Moon of Kentucky»                  | Monroe                  | 2:04     |  |
| 3.  | «I Don't Care If the Sun Don't Shine»    | David                   | 2:28     |  |
| 4.  | «Good Rockin' Tonight»                   | Brown                   | 2:14     |  |
| 5.  | «Milk Cow Blues»                         | Arnold                  | 2:39     |  |
| 6.  | «You're a Heartbreaker»                  | Sallee                  | 2:12     |  |
| 7.  | «I'm Left, You're Right, She's Gone»     | Kesler, Taylor          | 2:37     |  |
| 8.  | «Baby Let's Play House»                  | Gunter                  | 2:17     |  |
| 9.  | «Mystery Train»                          | Parker, Phillips        | 2:26     |  |
| 10. | «I Forgot to Remember to Forget»         | Feathers, Kesler        | 2:30     |  |
| 11. | «I'll Never Let You Go (Little Darlin')» | Wakely                  | 2:26     |  |
| 12. | «Trying to Get to You»                   | McCoy, Singleton        | 2:33     |  |
| 13. | «I Love You Because»                     | Payne                   | 2:44     |  |
| 14. | «Blue Moon»                              | Hart, Rodgers           | 2:41     |  |
| 15. | «Just Because»                           | Robin, Shelton, Shelton | 2:34     |  |
| 16. | «Just Because (2.ª versión)»             | Robin, Shelton, Shelton | 3:25     |  |

## Músicos e instrumentación
Elvis Presley en voz y guitarra acústica rítmica
Scotty Moore en guitarra eléctrica
Bill Black contrabajo
Johnny Bernero en batería
Jimmy Lott en batería 

### Guitarra de Elvis
Durante las diferentes grabaciones una de las guitarras que Elvis utilizó fue una guitarra acústica de 1942 Martin D-18 adquirida alrededor de esos años (1954 - 1955)  la cual fue valuada años más tarde en US$ 1,2.000.000 aunque la casa Gotta Have Rock and Roll estimó que se podrá subastar posiblemente entre los US$ 2.000.000 y US$ 3.000.000. 

## Posiciones
The Sun Sessions fue publicado en marzo de 1976 y alcanzó el puesto n.º 76 en Billboard Albums, y el puesto n.º 2 en Billboard Country Charts. En cuanto al UK Albums Char, el compilado alcanzó el puesto # 16. 
El sencillo "Baby, Let's Play House" con el lado B "I'm Left, You're Right, She's Gone" llegó al puesto n.º 5 en Country Charts en 1955. También, RCA Records vio que Elvis rápidamente construía una reputación en su actuación en vivo. Ellos ofrecieron a Sun Records 35 000 dólares para comprar el contrato de Presley.
El sencillo "That's All Right" fue publicado en el 1954, pero no alcanzó ninguna posición.

### Listas
| País            | Listas (1975 - 1976)     | Posición alcanzada |
| --------------- | ------------------------ | ------------------ |
| Estados Unidos  | Billboard Albums Chart   | 76                 |
| Estados Unidos  | Billboard Country Charts | 2                  |
| Estados Unidos  | Dave Marsh               | 1                  |
| Reino Unido     | UK Albums Chart          | 16                 |
| Estados Unidos  | Rolling Stone            | 11                 |
| Rate Your Music | DMDB                     | 4                  |

## Análisis y valoración
El crítico británico Roy Carr de New Musical Express consideró que fue Elvis junto a sus músicos y Sam Phillips que a través de las grabaciones de la Sun dieron forma al combo básico del rock y que además, lograron integrar el country con la música negra (blues, rhythm blues y góspel) dándole una sola forma, a la vez que creaban nuevas formas de grabación. "A pesar de que todos desde The Beatles, Credence o Dylan han intentado rendir homenaje al sonido Sun, ninguno ha logrado recrear ni la inocencia ni la esencia principal de esas grabaciones. Y yo dudo mucho de que alguien alguna vez pueda.Sin ninguna duda esas son las definitivas grabaciones de rock and roll". 
Brett Schewitz de Rolling Stone considera que las grabaciones de Elvis para la Sun son las grabaciones más importantes de la historia de la música actual debido a que a través de esas piezas musicales Elvis pasaría a tener una notable influencia en otros artistas desde The Beatles hasta Elthon John y Bruce Springsteen.
Andy McDonald de El Guardián consideró a The Sun Sessions como el nacimiento del rock and roll.  De manera coincidente el escritor Ed Mitchell toma en cuenta el contexto racial que existía en el sur de los Estados Unidos para la época en la que Elvis surgió en Sun Records y atribuyó a esas primeras grabaciones de Elvis como el verdadero nacimiento del rock and roll. 
El escritor  autor de “That's Alright Elvis: The Untold Story of Elvis's First Guitarist and Manager, Scotty Moore,” plasmó acerca de las grabaciones de Elvis y sus músicos en Sun: "Si la magia que ocurrió durante las Sun Sessions fue un accidente o una amalgama lógica de diversos talentos musicales, será debatido durante años. Lo que no se debatirá es el inmenso impacto que esas sesiones tuvieron en la cultura estadounidense, no sólo en la génesis del rock and roll, sino en la propia cultura estadounidense, que puso en marcha cambios sociales y políticos que finalmente redefinieron Estados Unidos a los ojos del mundo". 
Cub Coda en su revisión para Almusic analizó que en ese momento "era un joven Elvis quien se encontraba mezclando estilos como el blues, góspel y música hillbilly y preparándose a desatraillar su resultado final, el rock and roll, para un mundo poco suspicaz". 

## Reediciones
En el año 2000 la BMG International, reeditó The Sun Sessions, en CD, y lo catalogó como 37101.